# Межгосударственный стандарт

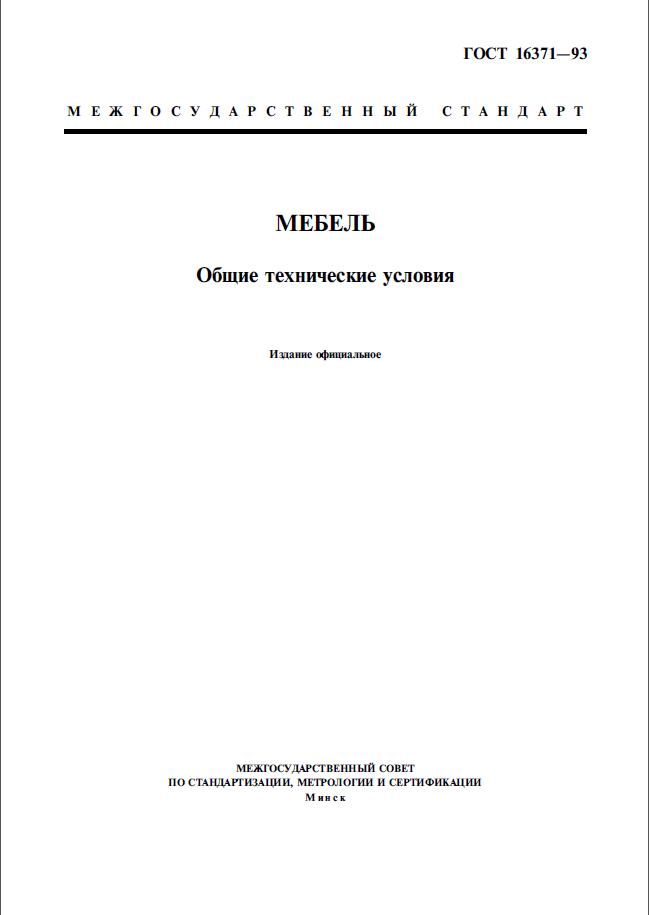
Обложка межгосударственного стандарта ГОСТ 16371-93

Межгосуда́рственный станда́рт (акрон. ГОСТ) — региональный стандарт, принятый МГС СНГ. На территории ЕАЭС, как и на территории СНГ, межгосударственные стандарты применяются с соблюдением принципа добровольности.
В 1992 году государства-участники СНГ заключили соглашение, которым признали действующие национальные стандарты СССР («ГОСТ») в качестве межгосударственных с сохранением обозначения «ГОСТ» за новыми или изменяемыми межгосударственными стандартами. Росстандарт РФ был объявлен правопреемником Госстандарта  СССР.

## Техническое регулирование
Для выполнения требований технических регламентов Евразийского экономического союза и оценки соответствия требованиям технических регламентов этого союза на добровольной основе применяются межгосударственные и международные стандарты. При их отсутствии, до принятия межгосударственных стандартов могут применяться национальные стандарты государств-членов союза.
Для каждого технического регламента Евразийская экономическая комиссия утверждает два перечня стандартов. Один содержит стандарты, необходимые для выполнения требований технического регламента, а второй стандарты на правила и методы испытаний продукции. Применение на добровольной основе стандартов, включенных в первый перечень, является достаточным условием соблюдения технических регламентов Союза. К июлю 2016 года утверждены перечни стандартов к 33 техническим регламентам ЕАЭС. В них включены больше 11 600 стандартов, из которых около 3100 разработаны на основе международных стандартов ИСО, МЭК и ЕЭК ООН (26,4 %) и 865 — на основе европейских аналогов (7,4 %).
Стандарты имеют добровольное применение. Для обеспечения этого принципа техническими регламентами могут быть установлены альтернативные способы подтверждения обязательных требований, не предусматривающие применение стандартов. Например ТР ЕАЭС 043/2017 "О требованиях к средствам обеспечения пожарной безопасности и пожаротушения" предусматривает возможность вместо стандартов применять описания технических решений, которые разрабатываются непосредственно заявителем.

## Применение в России в рамках стандартизации
На территории России федеральный орган исполнительной власти в сфере стандартизации вводит в действие межгосударственные стандарты в качестве национальных стандартов, отменяет применение межгосударственных стандартов в качестве национальных стандартов и приостанавливает действие межгосударственных стандартов в качестве национальных стандартов. Применение для целей технического регулирования устанавливается в соответствии с законом «О техническом регулировании».

## История

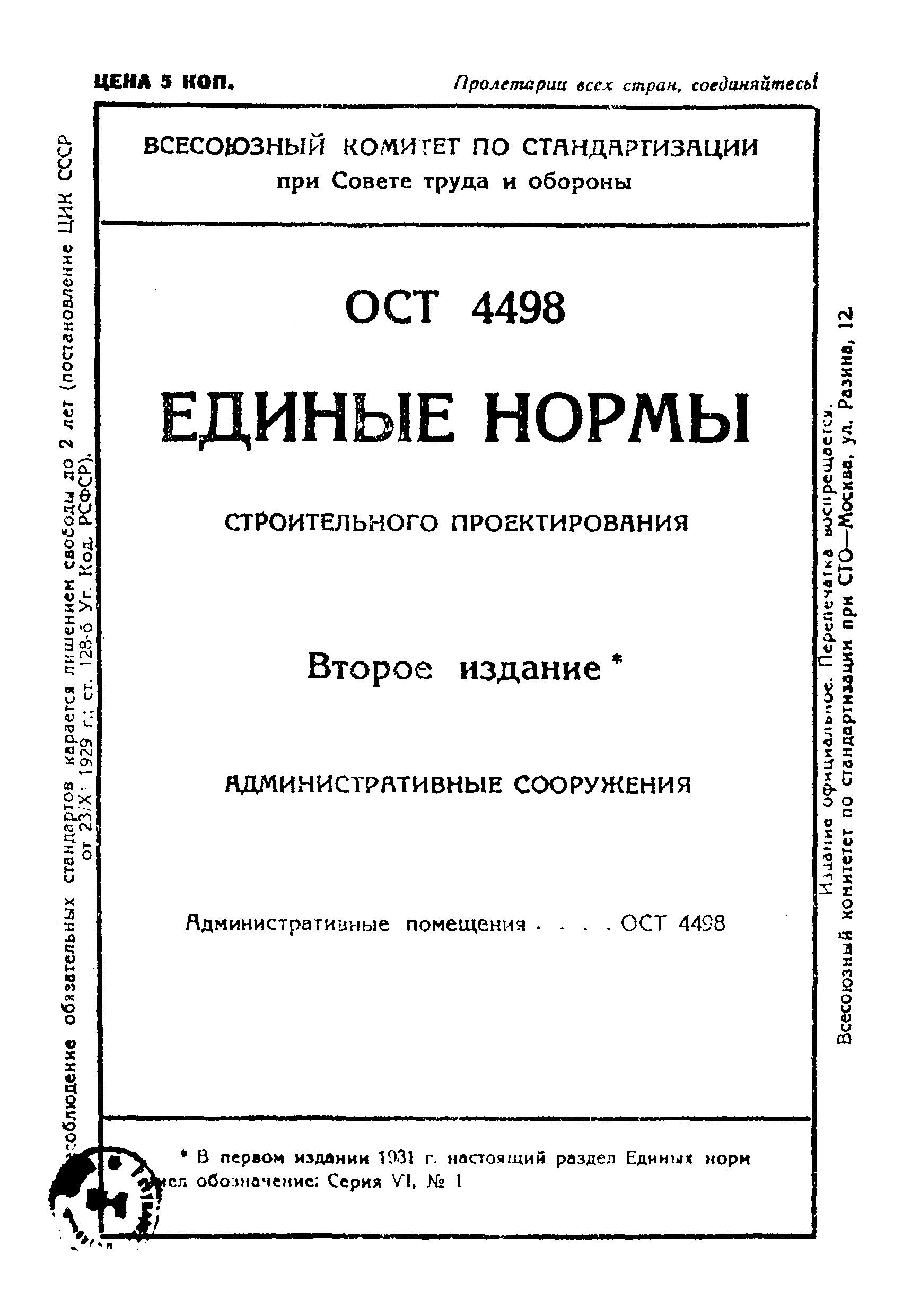
ОСТ 4498 Единые нормы строительного проектирования. Административные сооружения. Административные помещения (1931 год)

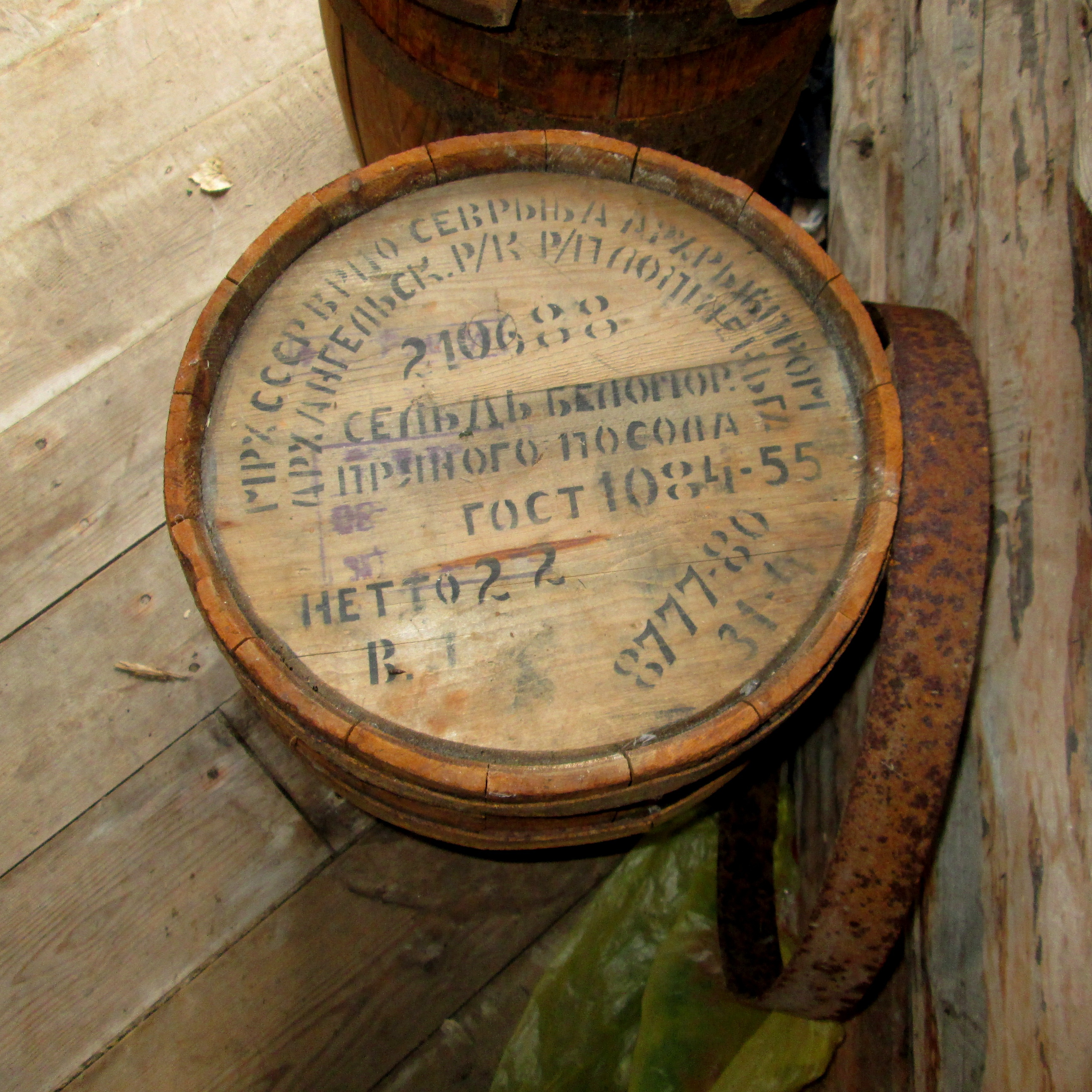
Бочка из-под беломорской сельди. Произведено в 1988 году, на упаковке указаны ГОСТы 1084-55 и 8777-80

В 1925 году был организован Комитет по стандартизации при Совете труда и обороны СССР. На комитет было возложено утверждение и опубликование как обязательных, так и рекомендуемых стандартов. Комитет 7 мая 1926 года утвердил первый общесоюзный стандарт добровольного применения ОСТ 1 «Пшеница. Селективные сорта зерна. Номенклатура». 23 ноября 1929 года было предложено установить уголовную ответственности за несоблюдение обязательных стандартов.
Утверждённый в 1931 году как рекомендуемый общесоюзный стандарт ОСТ 1042 «Допуски и посадки. Система отверстия. 2-й класс точности. Горячая посадка» действует до сих пор. Аналогичный статус имеют ОСТ 1043, ОСТ 1044, ОСТ 1069, ОСТ 1142, ОСТ 1143, ОСТ 1214 и ОСТ 1216.
Указом Президиума ВС СССР от 10 июля 1940 года была установлена ответственность для директоров, главных инженеров и начальников отделов технического контроля промышленных предприятий в виде тюремного заключения сроком от 5 до 8 лет за выпуск продукции с нарушением обязательных стандартов.
В 1940 году утверждение государственных общесоюзных стандартов было передано от наркоматов к Всесоюзному комитету по стандартизации. С начала второй пятилетки и до 1941 года было разработано и утверждено 8600 стандартов. Общесоюзные стандарты (ОСТ) меняются на государственные стандарты (ГОСТ). ГОСТ был единственной формой обязательных стандартов, в отличие от документов республик СССР, ведомств, организаций и т.д. В 1957 году был установлен список продовольственных и промышленных товаров, на которые устанавливались государственные стандарты, иные товары до утверждения стандартов могли вырабатываться по техническим условиям.
В 1984 году установлена административная ответственность за выпуск или поставку (реализацию) продукции, не соответствующей требованиям стандартов.
Закон СССР 1991 года «О защите прав потребителей» относил к государственным стандартам: государственный стандарт Союза ССР, республиканский стандарт, строительные нормы и правила, государственную фармакопею и временные фармакопейные статьи на лекарственные средства.
В СССР ГОСТы утверждались:
- Государственным комитетом СССР по стандартам;
- Госстроем СССР;
- Советом Министров СССР — имеющие особо важное значение для народного хозяйства (например: ГОСТ 7173-54 «Рельсы железнодорожные типа Р43 для путей промышленного транспорта. Конструкция и размеры» утверждён Советом Министров СССР 25 августа 1954 г.)[22]:Гл.5§8.

Принятые Совнаркомом СССР Государственные общесоюзные стандарты отменялись постановлением Совета Министров СССР.

## Индекс категории и обозначения
Индекс категории «ОСТ» указывал на происхождение стандарта и в разные периоды означал:
- с 1925 года — «общесоюзный стандарт»;
- с 1968 года — «отраслевой стандарт».

Индекс «ГОСТ» указывал на происхождение стандарта и в разные периоды означал:
- с 1941 года — «государственный общесоюзный стандарт»;
- с 1968 года — «государственный стандарт Союза ССР»;
- с 1992 года — «межгосударственный стандарт».

Для продукции предназначенной на экспорт выпускались дополнения в государственным стандартам у которых после индекса ГОСТ ставились буквы ЭД и номер дополнения (ГОСТ ЭД1, ГОСТ ЭД2 и т. д.).
В качестве межгосударственных стандартов могут быть приняты международные стандарты. Взаимосвязь межгосударственных стандартов с соответствующими международными стандартами указывают с использованием следующих условных обозначений степени их соответствия:
- IDT — для межгосударственных стандартов, идентичных международным;
- MOD — для межгосударственных стандартов, являющимися модифицированными вариантами международных;
- NEQ — для межгосударственных стандартов, неэквивалентных принятым за основу международным стандартам.

На титульном листе под наименованием межгосударственного стандарта приводят обозначение и наименование примененного международного стандарта на английском языке и условное обозначение степени их соответствия.

## Классификация стандартов
Классификатором стандартов является «Классификатор государственных стандартов СССР», который под названием «Классификатор государственных стандартов» (КГС) используется и в настоящее время. Классификатор является иерархическим, с буквенно-цифровой системой кодов на трёх (изредка четырёх) уровнях. Первый уровень (раздел) состоит из 19 заглавных букв русского алфавита, второй (класс) и третий (группа) уровни — цифровые. Четвёртый уровень (подгруппа) может добавляться после точки. Подавляющее большинство действующих стандартов имеет обозначение КГС.
Первые два уровня классификатора КГС:
- А Горное дело. Полезные ископаемые
  - А0 Общие правила и нормы по горному делу
  - А1 Углеродистые ископаемые
  - А2 Углеводородные ископаемые
  - А3 Металлические ископаемые (руды)
  - А4 Естественные строительные материалы и камни
  - А5 Прочие неметаллические ископаемые

- Б Нефтяные продукты
  - Б0 Общие правила и нормы по нефтеперерабатывающей промышленности
  - Б1 Топливо жидкое и газообразное
  - Б2 Масла смазочные
  - Б3 Смазки пластичные
  - Б4 Нефтепродукты промышленного и бытового потребления
  - Б9 Компоненты и присадки к топливам, маслам и смазкам

- В Металлы и металлические изделия
  - В0 Общие правила и нормы по металлургии
  - В1 Шихтовые черные металлы и шлаки
  - В2 Сталь углеродистая обыкновенного качества (рядовой прокат)
  - В3 Сталь качественная и высококачественная (качественный прокат)
  - В4 Изделия из черных металлов для железнодорожного транспорта
  - В5 Цветные металлы и их сплавы. Прокат из цветных металлов
  - В6 Трубы металлические и трубные изделия
  - В7 Проволока и проволочные изделия
  - В8 Литейные отливки различных металлов

- Г Машины, оборудование и инструмент
  - Г0 Общие правила и нормы по машиностроению
  - Г1 Общие детали и узлы машин
  - Г2 Инструмент промышленный и приспособления
  - Г3 Крепежные изделия общемашиностроительного применения
  - Г4 Машины и оборудование для тяжелой индустрии
  - Г5 Машины и оборудование для лесной, целлюлозно-бумажной и полиграфической промышленности
  - Г6 Машины и оборудование для легкой промышленности
  - Г7 Машины и оборудование для пищевой промышленности и торговли
  - Г8 Машины и оборудование универсального применения
  - Г9 Сельскохозяйственные машины и сельхозинвентарь

- Д Транспортные средства и тара
  - Д0 Общие правила и нормы по транспорту и таре
  - Д1 Авиация
  - Д2 Автомобили, тракторы и тягачи
  - Д3 Мотоциклы и велосипеды
  - Д4 Судостроение (водный транспорт)
  - Д5 Железнодорожный транспорт
  - Д6 Гужевые повозки
  - Д7 Тара деревянная, бумажная, картонная
  - Д8 Тара металлическая
  - Д9 Тара стеклянная, тканая и вспомогательные материалы

- Е Энергетическое и электротехническое оборудование
  - Е0 Общие правила и нормы по электротехнике и теплотехнике
  - Е1 Электростанции, подстанции и распределительные устройства
  - Е2 Паросиловое оборудование
  - Е3 Электротехнические материалы и изоляторы
  - Е4 Электрические кабели, провода и шнуры
  - Е5 Аккумуляторы, элементы и конденсаторы
  - Е6 Электрические машины, трансформаторы и преобразователи
  - Е7 Электрические аппараты и арматура
  - Е8 Светотехника и рентгенотехника

- Ж Строительство и стройматериалы
  - Ж0 Общие правила и нормы по строительству и стройматериалам
  - Ж1 Строительные материалы
  - Ж2 Санитарное, инженерное и противопожарное оборудование зданий
  - Ж3 Строительные конструкции и детали
  - Ж4 Гражданские здания и сооружения
  - Ж5 Промышленные здания и сооружения
  - Ж6 Сельскохозяйственные здания и сооружения
  - Ж7 Гидротехнические сооружения
  - Ж8 Дорожное, мостовое и железнодорожное строительство

- И Силикатно-керамические и углеродные материалы и изделия
  - И0 Общие правила и нормы по силикатно-керамической промышленности
  - И1 Стеклянные, фарфоровые и керамические изделия
  - И2 Огнеупоры и огнеупорные изделия
  - И3 Углеродные материалы и изделия

- К Лесоматериалы. Изделия из древесины. Целлюлоза. Бумага. Картон
  - К0 Общие правила и нормы по лесной и целлюлозно-бумажной промышленности
  - К1 Лесоматериалы
  - К2 Пиломатериалы и изделия из древесины
  - К5 Целлюлоза и полуфабрикаты для бумажной промышленности
  - К6 Бумага и бумажные изделия (кроме канцелярских)
  - К7 Картон и фибра

- Л Химические продукты и резиноасбестовые изделия
  - Л0 Общие правила и нормы по химической промышленности
  - Л1 Неорганические химические продукты
  - Л2 Органические химические продукты
  - Л3 Коксохимические продукты
  - Л4 Лесохимические продукты
  - Л5 Реактивы и особо чистые вещества
  - Л6 Резиновые и асбестовые изделия
  - Л7 Взрывчатые вещества и пиротехника
  - Л9 Прочие химические продукты

- М Текстильные и кожевенные материалы и изделия
  - М0 Общие правила и нормы по лёгкой промышленности
  - М1 Кожевенные и валяльно-войлочные изделия
  - М2 Пушно-меховые изделия
  - М3 Швейные изделия
  - М4 Трикотажные изделия
  - М5 Галантерейные изделия
  - М6 Ткани хлопчатобумажные и штучные изделия
  - М7 Ткани из лубяных волокон и штучные изделия
  - М8 Ткани шерстяные и штучные изделия
  - М9 Ткани шелковые и штучные изделия

- Н Пищевые и вкусовые продукты
  - Н0 Общие правила и нормы по пищевой промышленности
  - Н1 Мясные и молочные продукты
  - Н2 Рыба и рыбные продукты
  - Н3 Мукомольно-крупяная продукция и хлебопекарные изделия
  - Н4 Сахар, кондитерские изделия и крахмало-паточные продукты
  - Н5 Плодоовощные продукты
  - Н6 Маслобойные и жировые продукты
  - Н7 Вина и напитки
  - Н8 Табачные изделия
  - Н9 Вкусовые, консервирующие и склеивающие вещества

- П Измерительные приборы. Средства автоматизации и вычислительной техники
  - П0 Общие правила и нормы по приборостроительной промышленности
  - П1 Приборы для измерения давления, объёма, расхода, уровня, времени и механических величин
  - П2 Приборы для измерения температуры
  - П3 Приборы для электрических и магнитных измерений
  - П4 Оптические и оптико-механические приборы, световые и электронные микроскопы
  - П5 Приборы, инструменты и устройства для линейных, угловых, профильных и пространственных измерений
  - П6 Приборы для определения состава, состояния и свойств веществ
  - П7 Регулирование, автоматика и телемеханика
  - П8 Средства вычислительной техники и автоматизированные системы управления
  - П9 Электронные измерительные приборы и устройства

- Р Здравоохранение. Предметы санитарии и гигиены
  - Р0 Общие правила и нормы по здравоохранению
  - Р1 Аптекарские и парфюмерно-косметические товары
  - Р2 Оборудование и инструмент медицинских учреждений
  - Р3 Ветеринарные средства, инструмент и оборудование
  - Р6 Лекарственно-техническое сырьё

- С Сельское и лесное хозяйство
  - С0 Общие правила и нормы по сельскому и лесному хозяйству
  - С1 Полевые культуры
  - С2 Технические культуры
  - С3 Плодовые и ягодные культуры
  - С4 Овощные культуры и цветы
  - С5 Пчеловодство
  - С6 Шелководство
  - С7 Животноводство
  - С8 Звероводство. Охота и рыбоводство
  - С9 Лесное хозяйство и агролесомелиорация

- Т Общетехнические и организационно-методические стандарты
  - Т0 Общетехнические и метрологические термины, обозначения и величины
  - Т1 Математика
  - Т2 Астрономия
  - Т3 Физика и механика
  - Т4 Геодезия и картография
  - Т5 Система документации
  - Т6 Система классификации, кодирования и технико-экономической информации
  - Т7 Средства механизации и автоматизации управленческого и инженерно-технического труда (оргтехника)
  - Т8 Государственная система обеспечения измерений
  - Т9 Единая система защиты от коррозии и старения материалов и изделий

- У Изделия культурно-бытового назначения
  - У0 Общие правила и нормы по культурно-бытовому обслуживанию
  - У1 Посудо-хозяйственные товары
  - У2 Предметы домашнего обихода
  - У3 Писчебумажные и канцелярские принадлежности и книги
  - У4 Музыкальные инструменты
  - У5 Оборудование, инвентарь и принадлежности театрально-зрелищных предприятий и учреждений культуры. Игрушки
  - У6 Предметы физической культуры и спорта (оборудование, инвентарь, одежда, обувь и снаряжение)
  - У7 Зоологическая продукция (зоотовары)
  - У8 Фотохимические материалы
  - У9 Кинематографическая и фотографическая аппаратура

- Ф Атомная техника
  - Ф0 Общие правила и нормы по атомной технике
  - Ф1 Источники ионизирующих излучений
  - Ф2 Приборы для измерения ионизирующих излучений и радиоизотопные приборы
  - Ф3 Радиационная техника
  - Ф4 Радиационно-защитная техника
  - Ф5 Материалы, применяемые в атомной технике
  - Ф6 Ядерные установки и их составные части
  - Ф7 Вспомогательное оборудование атомной промышленности

- Э Электронная техника, радиоэлектроника и связь
  - Э0 Общие правила и нормы по электронной технике, радиоэлектронике и связи
  - Э1 Радиотехнические материалы
  - Э2 Элементы радиоэлектронной аппаратуры
  - Э3 Аппаратура и оборудование для радиовещания и телевидения
  - Э4 Аппаратура записи и воспроизведения информации
  - Э5 Аппаратура и оборудование связи
  - Э6 Машины электронные вычислительные, устройства и приборы к ним
  - Э7 Технологическое и контрольно-испытательное оборудование для изготовления и контроля качества изделий радиоэлектроники

## Использование в рекламных целях
В России есть несколько марок продукции, в названии которых используется индекс стандартов «ГОСТ».
Не допускается выпуск мясной продукции с использованием названий, которые похожи на названия мясной продукции, установленные межгосударственными (региональными) стандартами, за исключением мясной продукции, выпускаемой по этим стандартам (например, «Докторская», «Любительская», «Московская», «Зернистая», «Молочная»).